# Église Saint-Laurent de Rosny-sous-Bois
Pour les articles homonymes, voir Église Saint-Laurent.
L'église Saint-Laurent située au 89, rue du Général-Leclerc à Rosny-sous-Bois dans le département de la Seine-Saint-Denis en région Île-de-France est une église affectée au culte catholique.
Le nom de Saint Laurent a été choisi en mémoire d’un prêtre missionnaire en Indochine et tué en raison de sa foi, qui s’appelait Laurie.

## Historique
Ancienne chapelle Saint-Laurent, elle a été consacrée le 8 décembre 1929.

## Description
Le fronton est fait de meulière et de briques. La nef unique est soutenue par des arcs brisés. Un chœur à abside hémicirculaire et le clocher latéral prévus dans le projet ne seront pas construits, faute de moyens.

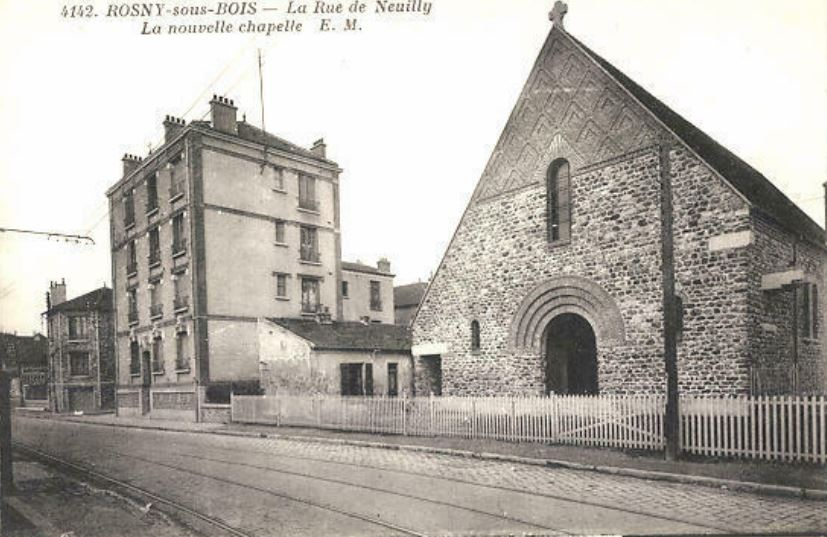
Rue de Neuilly et nouvelle chapelle.
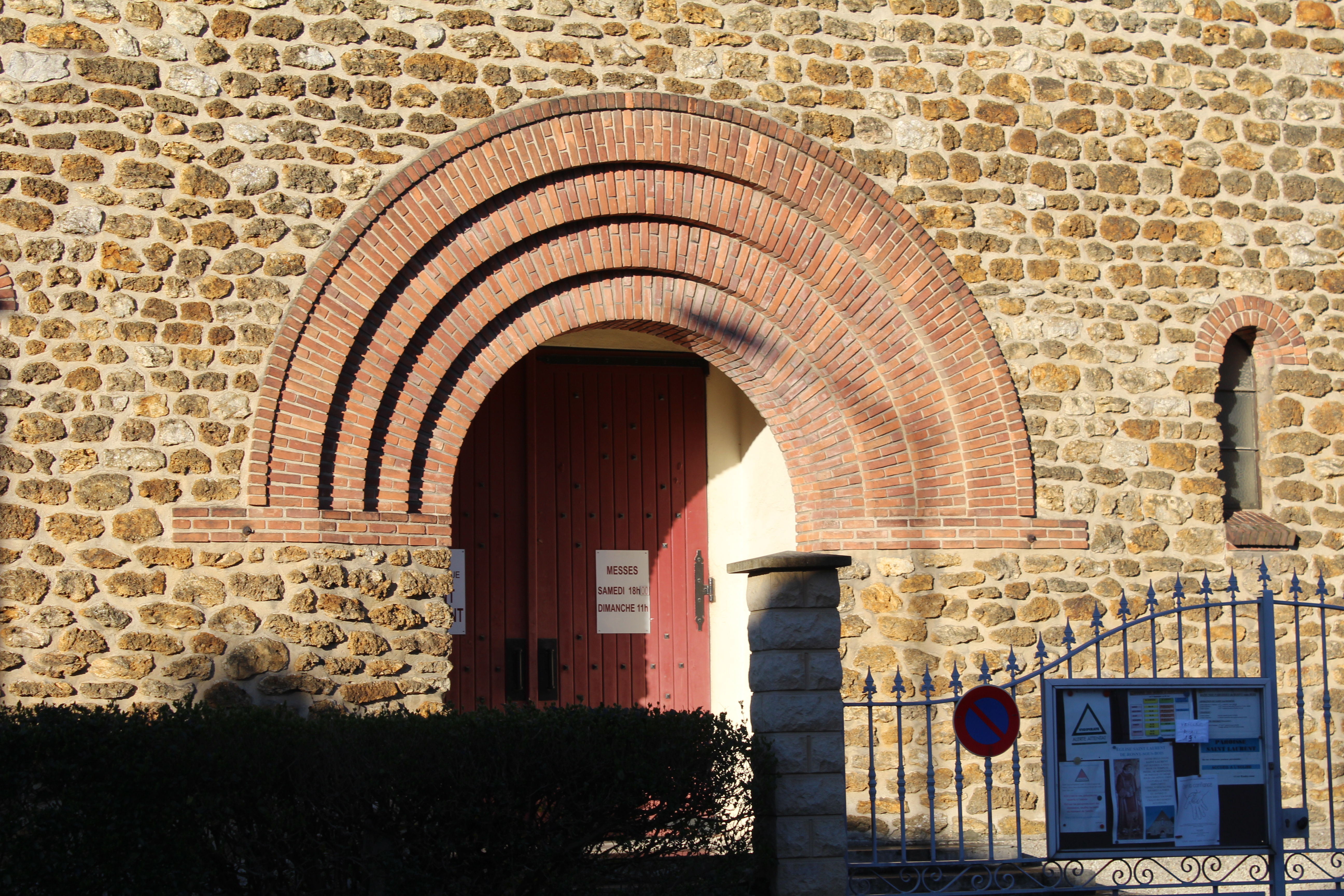
Fronton de l'église Saint-Laurent.